# Virudhunagar (huyện)
Huyện Virudhunagar là một huyện thuộc bang Tamil Nadu, Ấn Độ. Thủ phủ huyện Virudhunagar đóng ở Virudhunagar. Huyện Virudhunagar có diện tích 4288 ki lô mét vuông. Đến thời điểm năm 2001, huyện Virudhunagar có dân số 1751548 người.